# George William Whaples
George William Whaples est un mathématicien américain, né le 27 novembre 1914 et décédé le 2 mai 1981. Il a effectué sa thèse de Ph.D., intitulée « On the Structure of Modules with a Commuative Algebra as Operator Domain », sous la direction de Mark Hoyt Ingraham, et l'a soutenue en 1939 à l'université du Wisconsin. Ingraham a dit que Whaples était l'un des meilleurs étudiants qu'il avait eus à l'université du Wisconsin. Whaples a ensuite obtenu une position post-doctorale à l'université de l'Indiana entre 1939 et 1941, où il a étudié la théorie des corps de classes avec Emil Artin ; il a publié en 1942 un article sur la théorie non analytique des corps de classes. Il a ensuite été assistant à l'Institute for Advanced Study de Princeton de 1942 à 1943, puis professeur à l'université du Massachusetts à Amherst. À la suite de sa collaboration avec Artin, il a écrit environ quarante articles en algèbre et théorie des nombres ; le dernier d'entre eux a été publié en 1981 (en collaboration avec Una Bray).

## La collaboration avec Artin
Whaples a rencontré Artin à l'université de l'Indiana en 1939 ; Artin avait alors immigré aux États-Unis depuis deux ans. Leur collaboration s'est concrétisée par trois articles, publiés entre 1943 et 1946.
Le premier d'entre eux porte sur les anneaux simples. Artin et Whaples ont étendu à ces anneaux les résultats existant sur les algèbres simples, en simplifiant par la même occasion les démonstrations connues jusqu'alors (certaines d'entre elles dues à Joseph Wedderburn).
Les deux autres,, le troisième n'étant qu'une amélioration marginale du second, considèrent les corps de nombres algébriques et les extensions algébriques d'un corps de fonctions d'une variable sur un corps de constantes fini. C'est un sujet sur lequel Friedrich Karl Schmidt avait déjà réalisé un important travail, influencé par Wolfgang Krull et Helmut Hasse, eux-mêmes se situant dans la lignée de Kurt Hensel et sa théorie des valuations. Artin et Whaples ont pu caractériser ces deux types de corps par une propriété satisfaite par leurs valuations : la « formule du produit » (product formula, à laquelle Artin se réfèrera par la suite par l'abréviation « P-F »). Ces deux types de corps se trouvent donc regroupés en une seule catégorie : celle des corps qu'Artin a encore appelés « P-F-Fields » au chapitre 12 de son livre sur les nombres algébriques et les fonctions algébriques, et qui seront appelés par la suite corps globaux. Leur importance vient du fait que ce sont très précisément les corps auxquels s'applique la théorie des corps de classes. Artin et Whaples, dans cet article, ont également mis en évidence l'anneau des « valuation vectors » associé à ces corps en mentionnant que les idèles, introduits par Claude Chevalley en 1936, en formaient un sous-groupe multiplicatif. Ces vecteurs de valuations, également appelés « répartitions » seront à la base de la thèse que John Tate effectuera sous la direction d'Artin et soutiendra en 1950 ; ils seront largement étudiés au chapitre 13 du livre d'Artin déjà cité, et ce sont eux qu'André Weil appellera « adèles » en 1959 ; cette notion aura la fécondité que l'on sait. Artin et Whaples écrivaient dans l'introduction de leur article de 1946 :
« This shows that the theorems of class field theory are consequences
of two simple axioms concerning the valuations, and suggests the possibility
of deriving these theorems directly from our axioms. We do
this in the later sections of this paper for the generalized Dirichlet
unit theorem, the theorem that the class number is finite, and certain
others fundamental to class field theory. »
Quatre années plus tard, Tate écrivait dans sa thèse :
« In a work (Chevalley 1940) the main purpose of which was to take analysis out of class field theory, Chevalley introduced the excellent notion of the idèle groups, as a refinement of the ideal group. In idèles Chevalley had not only found the best approach to class field theory, but to algebraic number theory generally. This is shown by Artin and Whaples (1945). They defined valuation vectors as the additive counterparts of idèles, and used this notion to derive from simple axioms all the basic statements of algebraic number theory. »
Gorō Shimura, dans un livre où peu de gens ont trouvé grâce à ses yeux, a porté en 2008 un jugement qui se veut sévère sur cet article, tout en précisant :  « It was similar to Hilbert's foundation of geometry »...